# Mildred Muscio
Pour les articles homonymes, voir Muscio (homonymie).
Florence Mildred Muscio (28 avril 1882 - 17 août 1964) est une militante australienne pour les droits des femmes et des enfants, féministe et directrice d'école.

## Biographie
Florence Mildred Fry naît en 1882 à Copeland, un village près de Gloucester dans la région d'Upper Hunter en Nouvelle-Galles du Sud. Elle est la fille aînée de Charles et Jane (née McLennan) Fry. Elle fait ses études secondaires à la Sydney Girls High School,.
Elle poursuit ses études à l'université de Sydney où elle obtient son diplôme en 1901 et reçoit un prix en logique et philosophie. Elle obtient une maîtrise en éthique en 1905.

## Carrière professionnelle
De 1902 à 1912, Muscio est directrice du Brighton College à Manly. Elle publie en 1906, avec sa sœur Edith Fry, un recueil de poésie intitulé Poems, décrit par le Sydney Morning Herald comme « plusieurs essais agréables en vers ».
En février 1912, elle et sa sœur Edith se rendent à Londres, après avoir vendu le Brighton College pour financer leur voyage. Elle est l'une des deux représentantes australiennes sélectionnées par la Guilde des enseignants de la Nouvelle-Galles du Sud pour assister à la Conférence impériale des enseignants. En 1913, elle est enseignante dans une école londonienne. Elle est membre du National Council of Women de la Nouvelle-Galles du Sud.
En août 1920, Muscio et Louisa Macdonald, ancienne directrice du Women's College de l'université de Sydney, assistent à la conférence inaugurale de la International Fédération of University Women à Londres. Elle participe à la création de la Australian Federation of University Women en 1922. Elle est présidente de la Sydney University Women Graduates' Association de 1923 à 1926.
En septembre 1927, elle est nommée membre de la Child Endowment Commission, et elle est présidente du Conseil national des femmes de 1927 à 1929.
Elle faisait partie de l'exécutif de la All for Australia League,. Elle s'implique dans la fusion de ce groupe dans le nouveau United Australia Party,.

## Honneurs et distinctions
En 1938, Muscio est nommée officier de l'Empire britannique « en reconnaissance de son travail en tant que présidente du Conseil national des femmes de l'État de la Nouvelle-Galles du Sud et présidente du comité exécutif et du conseil consultatif des femmes pour les célébrations du 150e anniversaire de l'Australie ».
Muscio Place, dans la banlieue de Canberra à Chisholm, est nommé en son honneur.

## Vie privée
Le 31 mars 1915, elle épouse Bernard Muscio, psychologue et universitaire australien. Son mari meurt d'une maladie cardiaque en 1926 à l'âge de 39 ans. Mildred Muscio meurt à hôpital de Ryde, dans la banlieue de Sydney, le 17 août 1964.